# Wielerronde van Nieuw-Vennep
De Wielerronde van Nieuw-Vennep is een wielerevenement in Nieuw-Vennep, gelegen in de Haarlemmermeer.

## Geschiedenis

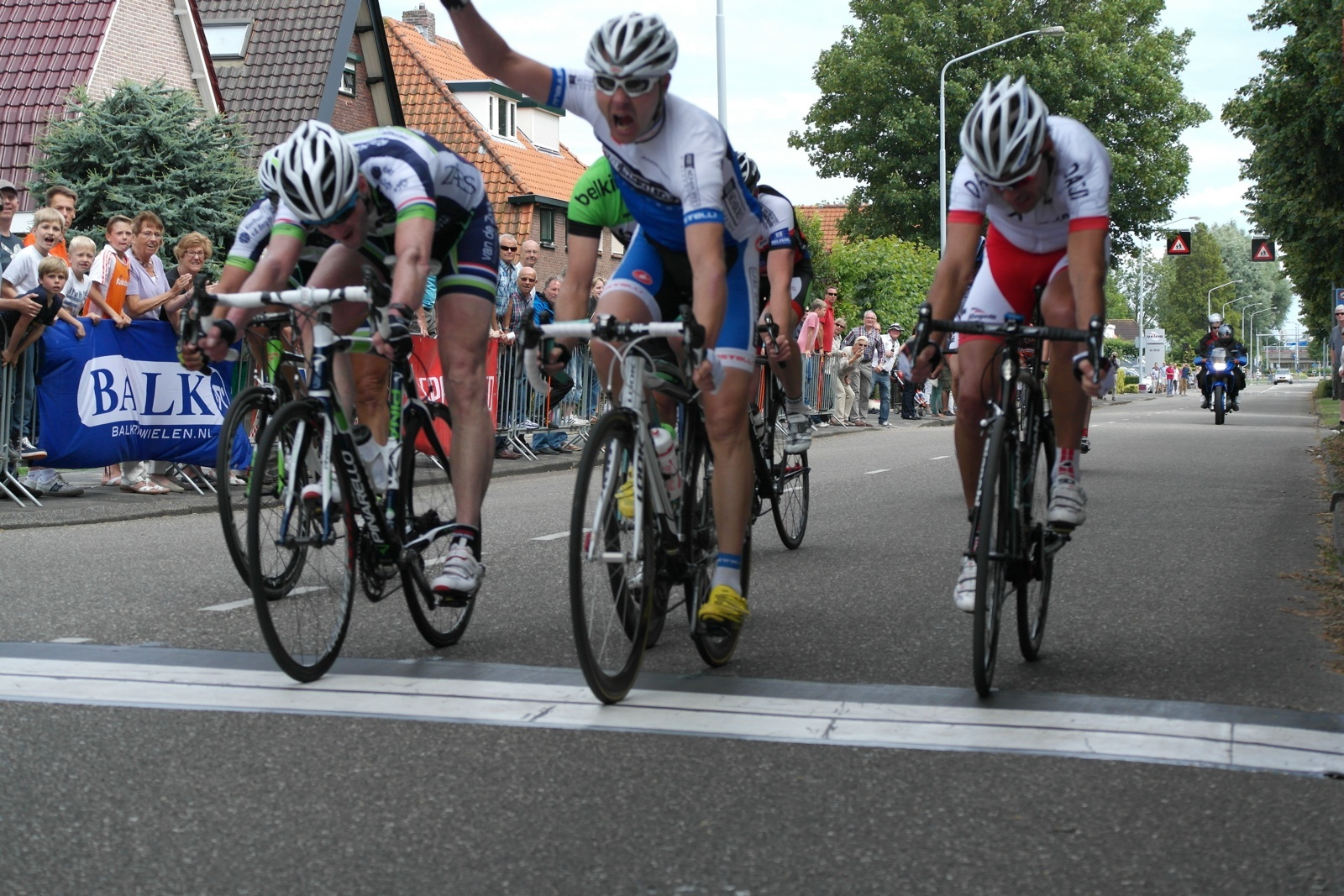
Finish 2014

Sinds de jaren 50 wordt deze ronde verreden tijdens de Feestweek. Na het vertrek van de organisator Simon Zwart naar Frankrijk in 1999, is de ronde komen te vervallen. In 2014 is dit criterium weer op de wedstrijdkalender van de Koninklijke Nederlandsche Wielren Unie geplaatst. Op de laatste zondag van de feestweek wordt de wedstrijd verreden, dit is altijd eind juni. De wielerwedstrijd is een nationaal en jaarlijks terugkomend evenement.

## Parcours

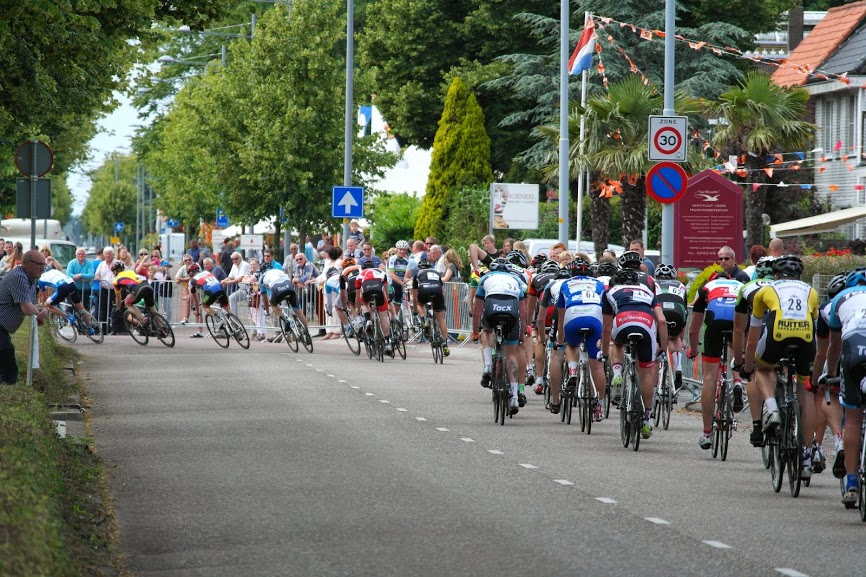
Het peloton op de Venneperweg

Het parcours is 1,7 km lang. Dat voldoet aan de eisen van een criterium. De finish ligt op de Venneperweg ter hoogte van de Akkerstraat. Verder worden de Sint Anthoniusstraat, Hoofdweg, Kerkstraat en Oosterdreef aangedaan. Het parcours telt 6 bochten (2 daarvan vormen een 'chicane').

## Bekende deelnemers
Bekende renners die hebben deelgenomen aan de wedstrijd:
- 2015 -  Jelle Nieuwpoort (Rabobank Development Team)
- 2014 -  Bob de Jong (Team Corendon)
- 2014 -  Erik Dekker (ex-Team LottoNL-Jumbo)
- 2014 -  Jordi Talen (Cyclingteam Join-S-De Rijke)